# Episodi di Burn Notice - Duro a morire (terza stagione)
La terza stagione della serie televisiva Burn Notice - Duro a morire è stata trasmessa in prima visione negli Stati Uniti d'America dal canale via cavo USA Network dal 4 giugno 2009 al 4 marzo 2010.
In Italia la stagione è stata trasmessa in prima assoluta dal canale satellitare FX dal 28 maggio al 10 settembre 2010.
| nº | Titolo originale    | Titolo italiano      | Prima TV USA     | Prima TV Italia   |
| -- | ------------------- | -------------------- | ---------------- | ----------------- |
| 1  | Friends and Family  | Amici e famiglia     | 4 giugno 2009    | 28 maggio 2010    |
| 2  | Question and Answer | Domande e risposte   | 11 giugno 2009   | 4 giugno 2010     |
| 3  | End Run             | Vicolo cieco         | 18 giugno 2009   | 11 giugno 2010    |
| 4  | Fearless Leader     | Gioco di squadra     | 25 giugno 2009   | 18 giugno 2010    |
| 5  | Signals and Codes   | Segnali e codici     | 9 luglio 2009    | 26 giugno 2010    |
| 6  | The Hunter          | Il cacciatore        | 16 luglio 2009   | 2 luglio 2010     |
| 7  | Shot in the Dark    | Uno sparo al buio    | 23 luglio 2009   | 9 luglio 2010     |
| 8  | Friends Like These  | L'occasione          | 30 luglio 2009   | 16 luglio 2010    |
| 9  | Long Way Back       | Molto tempo fa       | 6 agosto 2009    | 23 luglio 2010    |
| 10 | A Dark Road         | Incroci pericolosi   | 21 gennaio 2010  | 30 luglio 2010    |
| 11 | Friendly Fire       | Fuoco amico          | 28 gennaio 2010  | 6 agosto 2010     |
| 12 | Noble Causes        | Cause nobili         | 4 febbraio 2010  | 13 agosto 2010    |
| 13 | Enemies Closer      | L'altro Michael      | 11 febbraio 2010 | 18 agosto 2010    |
| 14 | Partners in Crime   | Moda ad alto rischio | 18 febbraio 2010 | 27 agosto 2010    |
| 15 | Good Intentions     | Buone intenzioni     | 25 febbraio 2010 | 3 settembre 2010  |
| 16 | Devil You Know      | Follia criminale     | 4 marzo 2010     | 10 settembre 2010 |

## Amici e famiglia
- Titolo originale: Friends and Family
- Diretto da: Tim Matheson
- Scritto da: Matt Nix

### Trama
Michael torna a nuoto dall'oceano e viene inseguito dalla polizia. Dopo aver chiamato Fiona capisce che è meglio se si arrende e si lascia arrestare. L'ex-agente riesce a uscire di prigione grazie all'aiuto di un suo vecchio amico, Harlan (Brian Van Holt), che gli chiede aiuto per salvare la sua ragazza, Marta, che vuole far liberare il padre, arrestato ingiustamente dalle autorità del Venezuela dopo averlo espropriato dei suoi terreni. Per aiutarli, Michael deve arrivare a Refino Cortez, il capo dei cospiratori, che si fa sempre scortare dal fedele scagnozzo Falcone. Michael finge di essere un intermediario per dei fantomatici capi che vorrebbero mettersi in affari con Cortez e organizza un piano per rapire il criminale e farlo portare in Venezuela.
Con l'aiuto di Sam e Fiona, Mike e Harlan riescono a rapire Cortez e portarlo al molo, dove dovrebbero aspettare l'arrivo delle autorità venezuelane, ma Harlan rivela il suo vero piano uccidendo Cortez e intrappolando Mike. Fiona e Sam intuiscono che c'è qualcosa che non va quando Mike non si presenta al loro rendez-vous, ma non possono fare niente per aiutarlo.
Michael riesce a liberarsi tagliando le corde che lo legano grazie a una lama che aveva nascosto per precauzione appiccandola alla sua cintura, dimostrando che non si era fidato fino in fondo né di Cortez, né di Harlan. I due ex-agenti si confrontano e si picchiano, poi Michael scappa lanciandosi dalla finestra in mare. Dopo aver attirato Harlan in un deposito, Michael ha la meglio su di lui e quando le autorità venezuelane arrivano vende l'ex-collega come capro espiatorio, usando la tattica che Harlan aveva deciso di adottare con lui. Tornato a casa sano e salvo, Sam gli fa notare che anche se ora è riapparso almeno sui radar ufficiali della polizia, la sua vita sarà sempre più in pericolo e non potrà fidarsi di nessuno, nemmeno dei "vecchi amici". Madeline chiede ai tre di non separarsi, perché devono rimanere insieme. Nonostante le difficoltà, Mike continua a manifestare la sua volontà di riprendersi il suo vecchio lavoro, facendo capire a Sam e Fiona (visibilmente contrariata all'idea) che la loro vita rimarrà movimentata ancora per un po'.

## Domande e risposte
- Titolo originale: Question and Answer
- Diretto da: John T. Kretchmer
- Scritto da: Matt Nix e Alfredo Barrios Jr.

### Trama
Michael riceve la visita del Detective Paxson, affascinante poliziotta che lo avverte di stare indagando su di lui, viste le continue esplosioni che avvengono a Miami da quando lui è in città. Intanto Fiona trova una potenziale cliente, Patricia, che vuole una mano per ritrovare il figlio, visto che l'ex-marito Howard non glielo fa vedere da tre giorni. Quando i tre vanno dall'uomo, però, scoprono che il ragazzo è stato rapito da un criminale di nome Santora che vuole in cambio dei diamanti.
Mentre Madeline sta preparando una festa per il compleanno di Michael chiede a Fiona di convincere il figlio ad andarci e di ricordarsi che amare Michael è un po' come essere in guerra. Sam e Mike decidono di fare un "interrogatorio al rovescio" per scoprire dove Santora tiene il ragazzo. Sam si finge un poliziotto sopra le righe e gli fa credere che Michael sia un tossico a cui hanno chiesto un posto per nascondere un ragazzo. Dopo aver subito diverse botte da Sam e rischiato di essere accoltellato da Santora, Mike fa credere al criminale che uno dei suoi uomini, Jimmy, lo stia tradendo. Con l'aiuto di Fiona e un ottimo gioco di squadra, i tre arrivano al luogo dove è nascosto il ragazzo rapito e lo liberano, mentre Sam fa in modo che Santora e i suoi due scagnozzi se la vedano fra loro.
Riuniti i due genitori con il figlio, Mike e Fiona sono contenti di vederli decisi a ricominciare insieme da un'altra parte; poi vanno alla festa di Madeline, dove Michael apre i suoi regali. Sam gli ha preso una scatola di birre (che probabilmente finirà per bere tutte lui) mentre Fiona gli ha regalato una baionetta, per ricordargli "teneramente" che amarlo è un po' come essere in guerra e quindi vuole che lui sia armato.

## Vicolo cieco
- Titolo originale: End Run
- Diretto da: Dennie Gordon
- Scritto da: Matt Nix e Craig S. O'Neill

### Trama
Il Detective Paxson accompagna Nate a casa di Michael dopo averlo interrogato inutilmente; Nate è in città per concludere un affare che potrebbe far decollare la sua attività di noleggio limousine.
Michael viene intercettato da Tyler Brennen, trafficante d'armi rancoroso nei suoi confronti e che ha deciso di obbligare Mike a lavorare per lui. Per farlo ha ingaggiato un mafioso italiano che sta fingendo di voler concludere l'affare con Nate. Se Mike non farà ciò che Brennen vuole, Nate sarà ucciso. Il ragazzo è all'oscuro di tutto, ma per il momento sta bene.
Sam e Fiona, intanto, chiamano Barry per creare un finto conto corrente intestato a Michael e all'aiutante del sindaco, per fare in modo che sembri che ci sia un'attività legale ma sospetta fra i due e sviare così i Detective che indagano su di lui. Mentre Michael deve svolgere il primo incarico e rubare dei dati da un ufficio sorvegliato, riesce a chiamare Sam e metterlo al corrente della situazione, in modo che lui inizi a indagare su Brennen per scoprire dove potrebbe essere Nate. Mike usa la sua furbizia da spia navigata per cavarsela quando le guardie lo scoprono dopo che ha fatto scattare l'allarme. Poi Brennen lo incarica di far dire a un uomo di nome Jonathan Carver il suo nome e i numerida 0 a 9 in modo che vengano incisi su un registratore, visto che gli servono le credenziali di Carver per accedere in un posto. Mike inscena un incidente e in qualche modo riesce ancora una volta nell'incarico, mentre Sam e Fi vanno a visitare la casa a Miami di Brennen, ma Nate non c'è più.
Intanto Michael scopre il terzo incarico: rubare una scatola da un edificio usando le credenziali di accesso di Carver. Prima di farlo, però, vuole a ogni costo sapere cosa ci sia dentro. Brennen, seccato, fa portare Nate da loro e gli spara a un braccio per convincere Mike a prendere la scatola. Mentre è nell'edificio Mike si sente con Sam e i due capiscono come fare leva sulla fragilità di Brennen. Quando esce senza scatola, Mike gli fa credere di avere spostato tutti i suoi soldi e di voler minacciare la figlia di Brennen, che studia in Svizzera. Così facendo l'uomo si tira indietro e sparisce, promettendo però che non è ancora finita. Mike e Nate tornano a casa insieme e cercano di convincere Madeline che un teppista abbia aggredito Nate, ma ovviamente la donna non ci crede. Tornato al loft Mike riceve un'altra visita di Paxson che gli racconta di come il suo collega Lopez sia stato sospeso dopo l'interrogatorio serrato all'assistente del sindaco. La donna però non molla e promette di continuare a indagare.

## Gioco di squadra
- Titolo originale: Fearless Leader
- Diretto da: John T. Kretchmer
- Scritto da: Matt Nix e Michael Horowitz

### Trama
Il Detective Paxson manda all'aria un'operazione di Michael e Fiona, poi mette dei poliziotti a seguire loro due e Sam in ogni momento del giorno. Michael intuisce che deve aiutare Paxson con il caso a cui sta lavorando da mesi, se vuole togliersela di torno. La poliziotta sta indagando su Matheson, un criminale senza scrupoli che rapina trafficanti di droga.
Intanto Sam subisce un controllo fiscale da parte di un agente antipatico e pignolo. Più tardi viene fuori che Stacey Conolly è in realtà il figlio di una vecchia fiamma di Sam e quindi aveva pensato di vendicarsi con lui per averlo abbandonato, pur non sapendo che era stata la madre ad allontanare Sam dopo che si erano lasciati.
Fi e Mike devono agganciare Matheson ma anche eludere la sorveglianza polizia. Decidono di usare Tommy, piccolo ladruncolo che può avvicinare Matheson da parte loro. Adescandolo alle corse dei cani Mike si finge il capo di una piccola gang formata da lui, Fi e Sam e che vuole dei consigli per crescere a Miami. Tommy li mette alla prova con una rapina in una lavanderia durante la quale Michael, Fiona e Sam si dimostrano ovviamente molto più in gamba e preparati di Tommy. Così lui gli procura un incontro con Matheson che vorrebbe sfruttare i tre per un colpo contro dei trafficanti. Quando Tommy scopre che rimarrebbero tutti uccisi, invita Michael a tirarsi indietro, allora Michael intuisce che Tommy ha buone intenzioni e lo coinvolge, dicendogli la verità sulla sua volontà di incastrare Matheson. I quattro riescono nell'intento e consegnano Matheson a Paxson, che in cambio accetta una sorta di patto con Mike e decide di lasciarlo libero dalla sorveglianza.
Fiona e Michael cenano insieme e nonostante il desiderio di Fi di lavorare insieme a lui come stanno facendo, Mike le ribadisce la sua volontà di tornare al suo vecchio lavoro.

## Segnali e codici
- Titolo originale: Signals and Codes
- Diretto da: Jeremiah S. Chechik
- Scritto da: Matt Nix e Jason Tracey

### Trama
Mike sta cercando un aggancio con la C.I.A. a Miami e scopre l'attività illecita di un aereo spia, poi incarica il solito Barry di scoprire cosa cela in realtà. Nel frattempo lui e Sam vengono agganciati da un folle fuori dal poligono dove vanno di solito. Si tratta di Spencer, un matematico che ha scoperto che Mike è una spia che risolve crimini. Spencer chiede aiuto e parla di una strana cospirazione ai danni di diplomatici e spie, ma poi cita anche alieni e mondi paralleli, così Sam e Mike lo fanno portare via da ambulanza, convinti che sia matto. Quando Spencer torna da Michael, lui, Fiona e Sam vanno a casa sua, dove trovano un sacco di articoli di giornale e intuiscono che, pur essendo un po' folle, le cose che ha scoperto sono vere e qualcuno sta vendendo nomi di agenti segreti poi uccisi, fra i quali un amico di Sam.
Le indagini portano a Shannon Park, che avrebbe rubato una copia di un programma per decriptare codici segreti, Sideco.
Michael va all'aeroporto e incontra la spia che stava cercando come aggancio, Diego Garza. Il collega però non vuole saperne di avere a che fare con Michael, perché non vuole rischiare di essere cacciato e mandato via da Miami, dove conduce una vita tranquilla. Fiona non sembra ancora capire l'estrema volontà di Michael di tornare alla C.I.A. e i due si ripromettono di parlarne prima o poi. Spencer e Mike si infiltrano nell'ufficio di Shannon mentre Sam la trattiene in una finta riunione. Mentre cercano il codice scoprono le mail non ancora decifrate, ma non trovano il software perché è nascosto in una camera blindata. Come ultima spiaggia, Michael avvicina Shannon fingendosi un uomo inviato dai suoi capi e che la vuole aiutare a trovare una talpa. La donna, sapendo di essere la talpa, fa mettere una bomba sotto casa di Spencer per coprire le sue tracce. Mike e Fiona lo salvano appena in tempo, poi usano Spencer per minacciare Shannon e convincerla a tirare fuori una copia di Sideco per salvarsi e incastrare Spencer. Una volta nella camera blindata, Michael prende il software e la intrappola per poi avvisare le autorità insieme a Spencer. Nel frattempo, con la sua furbizia Michael riesce a obbligare Diego a parlare ai suoi capi di lui. L'agente è ora il contatto di Michael con l'agenzia, nella speranza che la C.I.A. riesamini la sua pratica. Quando Fiona e Mike parlano di nuovo lui cerca di farle capire che vuole tornare in agenzia per salvare vite umane perché è quello per cui è nato.

## Il cacciatore
- Titolo originale: The Hunter
- Diretto da: Bryan Spicer
- Scritto da: Matt Nix e Lisa Joy

### Trama
Mentre si sta allenando con Fiona, Michael riceve un pacco di yogurt con un biglietto che lo invita ad andare a un incontro con un "amico".
Un po' riluttante, Michael accetta e si incontra con Tom Strickler, un personaggio misterioso che offre a Michael informazioni in cambio dei suoi servigi come spia. Strickler conferma anche che lo pagherà ogni volta che porterà a termini dei lavori per lui, e ciò trasformerebbe Mike in un mercenario. Il primo avvertimento che gli dà riguarda l'arrivo di un ucraino in città, un uomo che vuole regolare i conti con Michael.
Per scoprire di chi si tratta, Fiona gli consiglia di incontrarsi con John Beck, un gangster locale con cui aveva fatto affari in passato.
Quando Michael gli fa visita in un locale, non fa in tempo a chiedere il suo aiuto perché gli ucraini li trovano prima e li rapiscono entrambi e portano via come ostaggi. Quando va sul posto, Fiona trova un messaggio lasciato da Michael con una foto di uno dei rapitori. Fiona e Sam trovano Strickler e lo obbligano ad aiutarli, lui li rimanda al pilota che ha accompagnato l'ucraino a Miami, tale Piotr Chechik.
Intanto Michael e Beck si trovano costretti a collaborare e riescono a scappare dal camion degli ucraini, poi si nascondono nella boscaglia delle Everglades e iniziano una fuga disperata mentre una dozzina di uomini li inseguono. Fiona e Sam intanto rapiscono il pilota, lo portano da Madeline (che hanno dovuto informare dell'accaduto) ed è proprio quest'ultima a fare parlare l'uomo e scoprire dove ha accompagnato Chechik per poter risalire alla posizione attuale di Michael.
Quando Beck viene ferito, Michael l'aiuta e i due organizzano un'imboscata per Chechik e i suoi uomini. Michael riesce a catturare Chechik, mentre Sam e Fiona sopraggiungono in tempo per salvare Beck. Il gangster si dimostra vendicativo nei confronti di Chechik e riconoscente a Michael.
Michael si incontra di nuovo con Strickler e gli dice di non volere lavorare come mercenario per lui, ma l'uomo non sembra interessato a demordere.

## Uno sparo al buio
- Titolo originale: Shot in the Dark
- Diretto da: Ernest R. Dickerson
- Scritto da: Matt Nix e Ben Watkins

### Trama
Michael riceve un altro regalo che cela in realtà una convocazione di Strickler. L'uomo gli spiega meglio la sua posizione, dicendo di essere una sorta di "reclutatore di spie" e di poter aiutare Michael a riottenere il suo vecchio lavoro. Così Mike chiede a Diego Garza di controllare la storia del personaggio.
Tornando a casa di Fiona, lei e Michael trovano un ragazzino che voleva rubarle pistola per uccidere il patrigno.
Il giovane Joey è figliastro dell'imprenditore Erik Luna e di April, che ha avuto un secondo figlio da lui. Erik è un violento e ora che April lo sta lasciando vorrebbe ottenere la custodia dei due figli solo per mantenere le apparenze. Lavora con il fratello, Quinn, che lo protegge dagli affari loschi che fanno guadagnare entrambi e usa lui come copertura di facciata.
In realtà anche Erik truffa dei clienti ai quali rivende auto di lusso ricavandoci. Michael, che prende a cuore la faccenda e si affeziona particolarmente a Joey, si finge un cliente insoddisfatto per agganciare Luna e spaventarlo, in modo da convincerlo a scappare prima dell'udienza per l'affidamento. Per riuscirci, gli fa credere che un fantomatico "cattivone" voglia ucciderlo a causa della macchina che gli ha venduto. Il piano sta quasi per riuscire, ma quando Erik picchia di nuovo April, Joey scappa con il fucile di Madeline e tenta ancora di uccidere patrigno. Michael lo ferma appena in tempo.
Quando Luna decide di non scappare, Sam e Fiona si fingono due killer assoldati da Michael per trovare il "cattivo". Il piano dei tre ex-agenti prevede che facciano finta di essere uccisi per impaurirlo.
Convinto che stia dicendo delle sciocchezze, Quinn blocca il fratello mentre sta fuggendo e insieme vogliono tornare sul luogo dove sono "morti" Michael, Sam e Fi. Allora i tre decidono di cambiare tattica e lo fanno passare per pazzo, ripulendo tutta la zona e creando una scena fittizia nella quale Michael si finge il prete di Erik che sembra delirare quando vede anche Sam e Fiona vivi. April ovviamente riesce a ottenere la custodia dei figli e poi decide di partire.
Diego minaccia Michael perché continua a intromettersi e gli sta rovinando la carriera con i suoi contatti. In questo modo Michael capisce che Strickler è uno che conta davvero, così accetta di lavorare per lui.

## L'occasione
- Titolo originale: Friends Like These
- Diretto da: Félix Enríquez Alcalá
- Scritto da: Matt Nix e Rashad Raisani

### Trama
Michael deve fare un lavoro per Strickler e Fiona continua a manifestare i suoi dubbi su questo "agente di spie" sbucato dal nulla. Michael dovrà fare delle foto mentre dei ladri vendono delle merci rubate a un deposito della CIA, senza sapere a chi o perché. Per scoprire dove avverrà lo scambio, lui e Fiona seguono il "ripulitore" che rimette le cose a posto dopo il furto.
Nel frattempo Barry, il riciclatore di denaro a cui Michael chiede spesso dei favori, ha un problema serio: qualcuno gli ha rubato il registro su cui tiene la lista dei suoi clienti e l'elenco dei conti. Michael e Fiona intuiscono che deve essere stata la sua attuale fidanzata Amy a rubarlo. Quando le fanno visita la fanno confessare e scoprono che l'hanno pagata per rubare il registro.
Intanto Sam sfrutta Madeline e la incarica di avvisarlo appena il "ripulitore" si fa vedere. Quando l'uomo inizia a muoversi, Michael chiede a una restia Fiona di seguirlo per scoprire dove sarà lo scambio.
Michael e Sam vanno a casa dell'uomo che avrebbe rubato il registro e, quando non lo trovano, rapiscono lui e quella che sembra essere la sua compagna. Quando non scoprono niente, Fiona recita la parte della donna amichevole e cerca di far parlare Natalie, che le dice di avere un figlio e di conoscere Milovan Dragas solo da tre giorni. Il suo compito era fargli vedere delle case perché è un'agente immobiliare. Michael e Fiona vanno a cercare il registro in una di queste case, ma nella cassaforte trovano solo dei passaporti serbi. Oltre a quelli dei due sequestrati c'è anche quello di Bennett Tash, l'uomo incaricato di mettere in rete il registro di Barry se non Dragas si presenta alla vendita.
Con l'aiuto di Natalie e Barry, Michael e Sam trovano Tash che prima cerca di ucciderli, poi confessa che non è Dragas il capo dell'operazione, ma Natalie, che minaccia la famiglia del serbo. Intuendo che Fiona è in pericolo, Mike e Sam tornano da lei appena in tempo per salvarla, ma per rendere la scena credibile Michael colpisce violentemente Fiona. Poi decidono di cambiare tattica e lasciano scappare Natalie, fingendo di uccidere Dragas. La donna si incontra con un corriere che le dà dei soldi in cambio del registro, ma Michael intercetta il libretto in tempo. Fiona invece affronta Natalie ma è costretta a lasciarla scappare.
Fiona decide di non aiutare Michael durante l'operazione di Strickler e, anzi, gli comunica la sua volontà di lasciare Miami. Michael non è fiero di ciò che ha fatto, ma quando riceve una chiamata del suo contatto Diego che gli dice che l'agenzia sta rivalutando il suo caso, deve ricredersi.

## Molto tempo fa
- Titolo originale: Long Way Back
- Diretto da: Jeff Freilich
- Scritto da: Matt Nix e Craig S. O'Neill

### Trama
Fiona sta facendo i bagagli per tornare in Irlanda e Michael è turbato all'idea di perderla, ma non trova le parole per dirglielo, come sempre.
Intanto continua a mantenere i contatti con Strickler e si incontra con Diego, che gli comunica che presto dovrà deporre davanti a una commissione che valuterà il suo caso. Quando va a trovare Fiona, Michael scopre che suo fratello Sean è in città. Lui lo crede ancora Michael McBride, l'identità che Mike aveva adottato quando era sotto copertura a Dublino e aveva conosciuto Fiona. Sean è a Miami perché Thomas O'Neill è arrivato in città per uccidere Fiona. Si tratta di un uomo con cui Fi aveva avuto a che fare quando cercava gli assassini di sua sorella. Gli aveva sabotato un'operazione terroristica e da allora O'Neill la cerca per vendicarsi.
Michael fa nascondere i due fratelli nella villa che usano come copertura e poi chiede a entrambi di rimanere nascosti mentre lui e Sam cercano O'Neill. Quando trovano lui e i suoi uomini, scoprono che anche Fiona e Sean si sono mossi, ma stanno per cadere in un'imboscata. Per salvarli, Michael fa precipitare la macchina di Sam da un viadotto, distraendo i criminali in tempo per far scappare i due fratelli.
Intanto Strickler fornisce a Michael la storia che dovrà raccontare per spiegare gli ultimi tempi e che servirà per farlo rientrare alla CIA: dovrà dire che ha aiutato un signore della guerra somalo. Ovviamente lui non è entusiasta all'idea di mentire, ma Strickler cerca di dissuaderlo.
Michael si presenta a O'Neill per proporgli un finto accordo per incastrarlo: gli darà Fiona se lavorerà per lui. O'Neill sembra accettare, ma al momento di stringere il patto minaccia di uccidere Michael, che a sua volta ha portato i tre amici a puntare le armi contro O'Neill. Sean vorrebbe uccidere il terrorista, ma Fiona riesce a fermarlo in tempo.
Nel frattempo Madeline mette in vendita la casa e Michael non sembra felice all'idea, nonostante non voglia ammetterlo con la madre.
Tornati alla villa, Michael e Fiona cercano di chiarirsi e lui vorrebbe dirle che gli mancherà quando andrà via, ma non ci riesce. Poi la casa viene assaltata da O'Neill che ferisce Michael e Sean e rapisce Fiona.
Intuendo che può aver scoperto dove si trovavano solo grazie a Strickler, Michael va a fargli visita. Quando lui ammette la complicità con O'Neill e chiede a Michael di dimenticare il passato, cosa che lo costringerebbe a rinunciare a Fiona che verrebbe portata in Irlanda e venduta ai suoi nemici, Mike ammazza Strickler e si organizza con Sam per salvare Fiona.
I due riescono nell'intento e fanno anche arrestare O'Neill dalla guardia costiera. Sean si salva e ringrazia Michael, finalmente consapevole della sua vera identità, ma gli dice anche che né lui né Fiona potranno più tornare in Irlanda. Madeline decide di non vendere casa e Michael è soddisfatto perché ora ha di nuovo le due cose che stava per perdere, la casa e Fiona.
Diego chiama Michael impaurito perché lo stanno pedinando e non sa più di chi fidarsi. Mike non fa in tempo a raggiungerlo: quando arriva al suo hotel lo trova già morto.

## Incroci pericolosi
- Titolo originale: A Dark Road
- Diretto da: John T. Kretchmer
- Scritto da: Matt Nix

### Trama

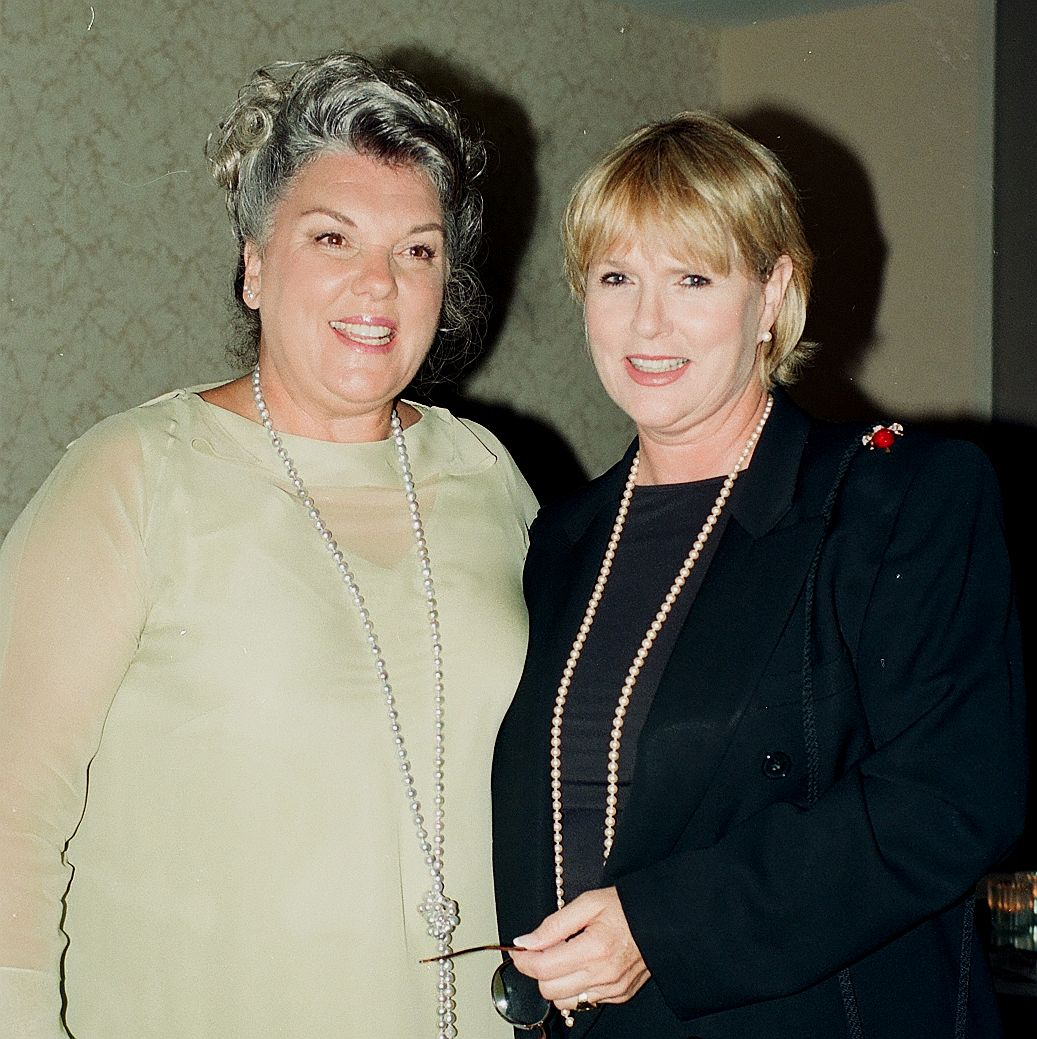
Tyne Daly (a sinistra), guest star dell'episodio, ritrova Sharon Gless (a destra) con cui fu protagonista della serie New York New York (1982-1988).

Michael vuole scoprire chi ha ucciso Diego, ma Fiona gli procura una nuova cliente, Calia, una vedova con un bambino che teme per la propria vita quando deve andare a giudizio, dato che è minacciata da una banda di truffatori di assicurazioni.
Madeline nel frattempo fa amicizia con Tina, un'impiegata dell'archivio comunale che potrebbe essere un'informatrice per Michael. Il figlio la mette in guardia e le fa notare che non deve socializzare troppo con una fonte.
Per incastrare Ryan e Connor Johnson, Mike si finge un pilota in cerca di affari che lo facciano arricchire parecchio. Connor lo mette alla prova mandandolo a recuperare diecimila dollari da una gang di motociclisti insieme al figlio, poi decide di mettersi in affari con lui.
Intanto Sam rintraccia il telefono da cui partivano molte chiamate ricevute da Strickler e scopre che si trova in uno stadio abbandonato. Quando lui e Michael ci vanno, Mike trova il cellulare e risponde a una telefonata di un uomo misterioso che lo spaventa sparando sei colpi di fucile da lontano senza però colpirlo. Fiona, intanto, ringrazia Michael a modo suo per averle salvato la vita e aver così rinunciato al suo probabile ritorno in agenzia. Michael propone a Connor di creare una finta collisione fra un'auto e un treno per truffare un'assicurazione. Ryan, deciso a impressionare il padre, gli ruba l'idea e cerca di fare da solo. Michael, Sam e Fiona compromettono la sua copertura salvando la vita dell'uomo in macchina appena in tempo.
L'unico modo rimasto per incastrare Ryan e salvare Calia è chiedere a Madeline di fingere di ricattare Tina per farsi dare dei fascicoli medici.
Madeline litiga con il figlio, ma lo aiuta e perde l'amicizia di Tina, che rischia anche di perdere il lavoro. Poi Mike, Sam e Fiona fanno schiantare Ryan contro un camion e gli nascondono in macchina i fascicoli, per poi chiamare la polizia. Così facendo liberano Calia dalla paura di essere perseguitata.
Michael fa pace con la madre che ancora non capisce il suo modo di fare, visto che Mike sembra distruggere la vita di alcune persone per aiutarne di altre. Il figlio le rivela che ha salvato il lavoro di Tina fingendo un'intrusione all'archivio comunale durante la notte.
Intanto Sam scopre che l'uomo che ha ucciso Diego è Mason Gilroy, un freelance pericoloso che ora sa anche dove vive Michael. Quando Mike si ritrova un suo cellulare a casa, risponde alla telefonata di Gilroy, che gli propone un incontro.

## Fuoco amico
- Titolo originale: Friendly Fire
- Diretto da: Terry Miller
- Scritto da: Matt Nix e Alfredo Barrios Jr.

### Trama
Michael si incontra con Gilroy in un hotel di lusso sotto gli occhi attenti di Fiona che si lamenta perché visitano posti simili solo quando lavorano.
L'uomo spiega di essere stato socio di Strickler e di avere ucciso Diego perché si stava interessando troppo ai loro affari. Michael decide di conquistare la sua fiducia per scoprire cosa vuole veramente.
Intanto Mack, un ex-amico di Sam, si presenta in città. I due erano insieme nei marines e ora Mack ha bisogno di una mano per trovare Rincon, un rapitore di bambini che ha finto la sua morte in un'esplosione per fuggire. Mack è stato sospeso per come ha condotto l'indagine e deve trovare Rincon.
Sam e Fiona lo trovano nel quartiere dove si nasconde, ma Rincon scappa e loro sono costretti a fingersi ladri per non insospettire i ragazzi che li credevano poliziotti. Mike si inserisce nel gruppo e suggerisce di sfruttare Omar Hernandez, piccolo criminale locale che può trovare Rincon per loro. Madeline, preoccupata per il comportamento di Sam, chiede a Mack come mai avevano litigato e lui le spiega che aveva avuto una storia con la moglie di Sam dopo che si erano lasciati. Madeline gli suggerisce di dimenticare il passato.
Michael si presenta nel quartiere con un vestito nero e una camicia rossa, diventando subito lo spauracchio dei ragazzi di Omar quando, ogni volta che schiocca le dita, qualcosa intorno a lui esplode.
Quando il "collezionista di scalpi" Felipe Vega si presenta da Omar chiedendo la consegna di un carico di merce come "pagamento" per la protezione, Michael capisce che deve sfruttare la cosa e ruba il furgone, inscenando ancora un piccolo spettacolo per gli uomini di Omar. Intanto Gilroy lo segue per vedere come lavora.
Quando Omar scopre che Vega e Rincon lavorano insieme, per difendersi manda Michael all'indirizzo dove sarebbe nascosto il rapitore. Una volta lì, lui, Sam e Mack cadono in una trappola e riescono a salvarsi solo grazie al loro addestramento. Fiona scopre che Omar è minacciato da Vega e così Michael cambia tattica, decidendo di aiutarlo. Organizza un piano e fa sì che Omar consegni lui a Vega e Rincon. Quando il rapitore di bambini vorrebbe torturarlo, Mike sfrutta l'elemento sorpresa e con l'aiuto di Fiona e di qualche esplosione risolve la situazione. Omar si riprende il suo quartiere e Rincon viene consegnato alla polizia. Mack e Sam riescono anche a chiarirsi prima che lui se ne vada.
Michael porta Fiona in un albergo come supporto quando si incontrerà con Gilroy. Lei ancora una volta si lamenta perché lavorano troppo e dovrebbe godersi di più la vita. Michael le confessa che l'ha portata lì la sera prima di ricevere una telefonata da Gilroy, e i due passano la notte insieme. Quando Gilroy lo chiama la mattina dopo comunica a Michael che ha deciso che possono entrare in affari insieme.

## Cause nobili
- Titolo originale: Noble Causes
- Diretto da: Michael Zinberg
- Scritto da: Matt Nix e Ben Watkins

### Trama
Michael va a incontrare Gilroy e scopre che è stato invitato anche un terzo uomo, un tale di nome Claude. Dato che non vuole lavorare con un terzo incomodo che non conosce, Michael chiede a Fiona di investigare su di lui.
Intanto l'ex-vicino di Mike, lo spacciatore Sugar, torna a trovarlo per chiedergli aiuto. Il criminale Lynch vuole sfruttare suo cugino Dougie, un ragazzo ritardato, per fare un colpo. Nel frattempo Madeline chiede al figlio di accompagnarla alla celebrazione per un premio che ha ricevuto come miglior vigilante del quartiere dopo aver segnalato alcuni furti di auto (portati a termine proprio da Michael!).
Quando Fiona trova informazioni su Claude e scopre la sua vera identità, Michael è costretto ad ascoltarla e ad aiutare Sugar con suo cugino. Dopo aver messo una cimice in casa di Lynch, Michael lo controlla. Il criminale fa mandare un gruppo di sicari da Sugar, che viene ferito gravemente. Michael lo riesce a salvare improvvisando una bomba con il microonde dell'appartamento, poi lo porta in ospedale.
Gilroy spiega a Mike e Claude che dovranno rubare un fascicolo da un edificio. Michael dovrà creare un diversivo mentre Claude entrerà da solo e non sembra interessato a dire a Michael come farà. Sam intanto va a trovare Dougie e scopre che Lynch lo sta traviando fingendosi un suo amico e protettore. Quando il ragazzo viene invitato a un suo party, Fiona si infiltra e piazza un'altra cimice per scoprire cosa devono fare.
Lynch ha contattato il ricettatore Bolo, così Michael e Sam lo obbligano a presentare Mike come suo fornitore che dovrà procurare a Lynch una sega elettrica all'avanguardia. Fiona scopre che Claude è un free-climber, così Michael decide di manomettere gli appigli che dovrebbe usare per arrampicarsi nell'edificio. Poi ruba le cesoie elettriche speciali ai vigili del fuoco e le porta a Lynch.
Più tardi Sam si rende conto di aver sbagliato a valutare l'obiettivo del colpo di Lynch. Lui, Michael e Fiona riescono a salvare Dougie e a fermare Lynch per il rotto della cuffia. Sugar ringrazia Michael per ciò che ha fatto per suo cugino.
Durante il colpo per Gilroy, Claude cade da uno degli appigli, mandando a monte l'operazione come voleva Michael e rompendosi una caviglia.
Mike si presenta alla premiazione di Madeline, facendo felice la madre, poi scopre che Gilroy ha fatto uccidere Claude e ora lavorerà per lui da solo.

## L'altro Michael
- Titolo originale: Enemies Closer
- Diretto da: Kevin Bray
- Scritto da: Jason Tracey e Ben Watkins

### Trama
Gilroy Chiede a Michael di procurargli i piani di volo di alcuni aerei privati per le successive sei settimane. Tornati al loft, lui e Sam trovano un cadavere e il suo ex-collega Larry, che confessa di aver ucciso lo straniero perché era un killer assoldato per eliminare Michael.
In realtà l'uomo è stato mandato da un cartello di colombiani perché Larry ha usato il nome "Michael Westen" per rubare loro 2 milioni di dollari.
Nel frattempo Nate torna a Miami con una novità dell'ultimo momento, la sua novella sposa Ruth. La donna non va subito troppo d'accordo con Madeline.
Michael segue i collaboratori del killer morto, Giustino, e tramite il suo cellulare scopre dei messaggi mandati dal suo capo che lo invita a finire un altro lavoro. Sam, Mike e Larry vanno da Jack Fleetwood (il cui vero nome è Yablonski) e lo salvano saltando dal balcone nella piscina dell'albergo prima che i colombiani lo uccidano. Michael decide di convincere Carlos, il capo del cartello, che era stato Giustino a derubarlo e non Larry usando il suo nome.
Con l'aiuto di Fiona e di una "comparsa" Michael fa credere a Carlos che Giustino sia ancora vivo e sia stato avvistato in un locale. Così Carlos e Mike iniziano a collaborare per "trovare" Giustino.
Intanto Larry va a trovare Fiona e le racconta un po' di storie del suo passato lavorativo con Michael. La ragazza rimane sconvolta e dice a Michael che stavolta dovrà cavarsela senza di lei perché non può accettare l'idea che lui lavori con Larry. Sam inoltre scopre che i piani di volo richiesti da Gilroy servivano a trovare una zona aerea di cielo libera in un determinato giorno. Anche Sam abbandona Michael perché non vuole che consegni i piani a Gilroy, visto che metterebbe a rischio troppe persone innocenti. Carlos e Michael trovano Giustino (il cui cadavere è in un'auto) e il colombiano pensa di averlo ucciso lui. I soldi nel suo bagagliaio, però, sono finti. Michael capisce di essere stato fregato da Larry, che gli chiede di uccidere Carlos in cambio della sua collaborazione futura.
Controllando la sim del suo telefono, Michael capisce che Larry l'ha isolato da Fiona e Sam; quando i tre si incontrano di nuovo, Mike chiede loro scusa e promette di eliminare Larry dalla sua vita. Mentre Sam trova i soldi veri nascosti da Larry, Michael organizza un piano per incastrarlo e costringerlo a rinunciare al denaro e a sparire.
Jack Yablonski è salvo e Mike gli chiede di lasciare la città, mentre Madeline decide di rimanere a vivere a Miami nonostante l'assidua richiesta di Nate di andare via con lui per essere più al sicuro.
Michael dà a Gilroy i piani di volo dell'unico giorno che gli serve e gli chiede cosa stia progettando. Quando l'uomo ammette di voler trasportare un'arma batteriologica, Michael non gli crede.

## Moda ad alto rischio
- Titolo originale: Partners in Crime
- Diretto da: Dirk Craft
- Scritto da: Matt Nix e Michael Horowitz

### Trama
Mike sorveglia gli uffici dello spionaggio polacco per scoprire cosa vuole rubare Gilroy dall'aereo che seguirà il piano di volo scoperto da Sam. Quando cerca di corrompere uno degli agenti, Conrad, il polacco cerca di ucciderlo.
Intanto Sam chiede a Michael di aiutarlo con una ricca proprietaria di una casa di moda, Isabella, che vuole scoprire quale dei suoi soci la sta derubando. Fiona invece si assume l'incarico di far parlare Conrad e decide di fingersi un contatto della sua agenzia che cerca di aiutarlo a sbarazzarsi della spia russa che lo stava tampinando (che sarebbe Michael).
A una festa di Isabella, Sam e Mike vedono Tim, il possibile ladro. Quando Sam controlla il suo ufficio ci trova dei libri contabili. Michael lo segue a casa di Isabella e i due scoprono il suo cadavere. Michael capisce che è tutta una trappola per Tim e l'aiuta a scappare. Il vero ladro è Damon, lo stilista di Isabella. Michael allora si finge un trafficante di droga che collaborava con Isabella e che ora minaccia di uccidere Damon se non trova chi l'ha uccisa.
Fiona chiede a Madeline delle vecchie foto di Michael per creare un finto dossier da dare a Conrad, mentre Mike intercetta una conversazione di Damon con il suo socio in affari, Ric, un dj che è anche spacciatore di ecstasy.
Sam e Michael fanno credere a Damon che la polizia stia ancora investigando sulla morte di Isabella, poi usa Fiona come finto ostaggio per spaventarlo.
Fiona confessa che Tim sta andando via e dice ai due dove trovarlo; Michael invita Damon a uccidere Tim prima che scappi. Fiona, invece, porta il finto dossier a Conrad che non ha ancora scoperto cosa trasporti l'aereo.
All'appuntamento al molo, Ric e Damon decidono di non sparare a Tim, ma di piazzare una bomba. Michael la fa esplodere prima del previsto salvandolo, ma Tim viene catturato dalla polizia. Come piano di riserva, Michael e Sam mettono Damon contro Ric, incaricando lo stilista di uccidere il socio per salvarsi la vita e usarlo come capro espiatorio. Ovviamente la polizia arresta entrambi e Damon confessa tutto.
Conrad scopre che il volo trasporterà un prigioniero di massima sicurezza, quindi Michael capisce che Gilroy vuole farlo scappare.

## Buone intenzioni
- Titolo originale: Good Intentions
- Diretto da: Dennie Gordon
- Scritto da: Matt Nix e Rashad Raisani

### Trama
Gilroy si incontra con Michael e lo porta in un campo di un gruppo di militari fascisti dai quali deve comprare una mitragliatrice per la loro missione. Mentre Michael fa da esca, Gilroy ruba l'arma.
Fiona e Sam, invece, si occupano di un nuovo cliente, Coleman, una vecchia conoscenza di Fiona. Michael invece cerca di avvertire l'FBI (ritrovando i suoi "vecchi amici" Harris e Lane) di ciò che Gilroy vuole fare, ma i due non sono interessati.
Fiona va con Coleman dal suo datore di lavoro, Gabriel. L'uomo è ossessionato dalla sicurezza e vuole vedere il passaporto di Fiona per essere sicuro che abbia davvero lavorato a Madrid come gli ha detto Coleman (mentendo). Sam e Michael devono velocemente truccarlo per salvarle la vita. Mentre Sam prende tempo, Mike crea una pagina finta sul passaporto. Michael è preoccupato per Fiona, che intanto ha scoperto che Gabriel c'entra con un rapimento e quindi decide di continuare a lavorare per lui. Gabriel continua a testare le capacità di Fiona e chiede informazioni personali sul suo passato, anche sulla morte della sorella. Intanto ha anche fatto sparire Coleman. Fiona entra nella stanza con il lucchetto e scopre che l'ossessione di Gabriel è una ditta di nome Atex e trova delle foto di una bambina. Poi i due vanno via in macchina e Gabriel inizia a raccontarle di come la Atex abbia ucciso la figlia Eva, perché inquinava la città causando decide di morti per malattia. Nonostante fosse un dottore, non era riuscito a salvarla. Non sicuro di potersi fidare di lei, Gabriel minaccia Fiona con un'arma e lei riesce a convincerlo raccontandogli del suo dolore per la morte della sorella.
Finalmente finiti i test, Gabriel le spiega che vuole far chiudere la Atex in Argentina e per farlo vuole rapire uno dei dirigenti. Fiona dovrà fingere di essere la sua escort per poi ucciderlo.
Sam prepara una cimice da dare a Fiona in un rossetto, mentre Michael incontra Gilroy che gli fa vedere il posto in cui dovrà creare un diversivo per bloccare i curiosi e la polizia. Lo convince con le cattive a presentarsi anche se non sa niente del piano.
Michael si presenta all'hotel dove avverrà l'incontro fra Fiona e il dirigente, e crea un diversivo fingendosi un ispettore dell'ufficio d'igiene, poi causa un incendio e fa uscire tutti dall'hotel.
Gabriel porta Fiona dall'altro ostaggio perché vuole eliminarlo, convinto che la situazione sia compromessa. Fiona lo libera da sola e poi chiude Gabriel nella stessa gabbia in cui lo teneva. L'uomo vorrebbe suicidarsi perché non ha più motivo di vivere e crea un incendio che minaccia di distruggere tutto il magazzino. Fiona rimane sconvolta dal suo atteggiamento e lo salva con l'aiuto di Michael.
Arrestato Gabriel, Sam scopre che stanno comunque raccogliendo informazioni sulla Atex, che sarà denunciata e chiusa.
Durante la missione Michael crea un'esplosione per tenere lontane le auto della polizia, poi raggiunge Gilroy al punto di incontro e lo trova morente e con un ordigno esplosivo legato addosso. Gilroy lo invita ad andarsene, proprio mentre la bomba esplode.
- Guest star: Jonathan LaPaglia (Coleman).

## Follia criminale
- Titolo originale: Devil You Know
- Diretto da: Matt Nix
- Scritto da: Matt Nix

### Trama
Michael si salva dopo l'esplosione e scappa dalla polizia, trovandosi presto braccato anche dall'FBI, il cui agente Callahan va da Madeline per chiederle di collaborare a catturare il figlio. Quando la madre lo chiama, però, gli fa capire di non andare a casa per nessun motivo.
Mike si scusa con Sam e Fiona per averli coinvolti nella storia di Gilroy e intanto cercano Simon, il fuggiasco. Attirato in un negozio di tv, sulle quali appaiono le sue foto, Michael vede varie immagini di incidenti causati da Simon ma per i quali hanno fatto incolpare lui. Simon gli spiega che sono la causa della sua espulsione. Simon rivuole la sua reputazione di "cattivo" e per farlo deve far tornare l'uomo della "direzione" a Miami e per ottenere la collaborazione di Michael minaccia di fare esplodere un hotel dove ha fatto piazzare delle bombe. Quando riesce a chiamare Sam, Mike lo incarica di trovare la bomba, così Sam e Fi vanno da Keith, l'uomo che ha messo la bomba nell'hotel per conto di Simon.
Callahan intanto fa vedere a Madeline il dossier su Michael, che lo accusa di tutti gli incidenti causati da Simon. Madeline ovviamente difende il figlio e lo protegge.
Mike va al loft per prendere il telefono con cui chiamare la "direzione" e parlare con il vecchio che aveva incontrato mesi prima. Dopo averlo avvisato del pericolo, lo invita a venire a Miami, poi lui e Simon scappano ancora da polizia.
Sam e Fiona trovano la bomba e tolgono il detonatore, facendo in modo che non esploda tutto l'edificio. Madeline, invece, viene arrestata perché non collabora.
Michael va all'incontro con la "direzione" e subisce un'imboscata da parte di Simon. Anche se Michael scappa, Simon rapisce il contatto della "direzione". Dopo un lungo inseguimento in auto, Michael blocca Simon e permette al vecchio della "direzione" di scappare, ma viene arrestato insieme al suo nemico. Mentre Michael viene portato via, Madeline viene liberata, ma nessuno ha idea di dove sia finito Michael.